# جوانان (جماعت)
جوانان جماعت و شهرکی در کشور تاجیکستان است که در ناحیهٔ فیض‌آباد ناحیه‌های تابع جمهوری قرار دارد. جمعیت این جماعت ۱۷۶۷۴ است.